# Izgubljeni komet
Izgubljeni komet je komet, ki so ga najprej odkrili in ga pozneje niso mogli več opazovati, ker je bilo premalo podatkov o njegovi tirnici. Izgubljene komete lahko primerjamo z izgubljenimi asteroidi. Vendar je med njimi velika razlika, ker na tirnice kometov lahko močno vplivajo tudi netežnostni vzroki.
Kometi lahko izgubijo veliko hlapljivih snovi (glej izginuli komet), lahko razpadejo ali trčijo v drugo nebesno telo. Večino hlapljivih snovi lahko komet izgubi in tako postane komet majhno telo, ki spominja na asteroid . Včasih lahko odkritje pomeni samo ponovno odkritje prej izgubljenega telesa, kar lahko potrdimo samo z izračunavanjem tirnic in primerjanjem starih leg nebesnega telesa.
Komet 177P/Barnard (tudi P/2006 M3) je odkril Edward Emerson Barnard 24. junija 1889, ponovno so ga odkrili po 116 letih. 19. julija 2006 se je približal Zemlji na razdaljo samo 0,36 a.e.. Kometov v resnici sploh ne bi smeli imeti za izgubljene, ker lahko njihovo vrnitev pričakujemo tudi čez nekaj sto ali tisoč let. Z močnejšimi daljnogledi se možnost, da jih ponovno najdemo zelo poveča.
Kometi, ki so jih izgubili ali so izginili imajo v oznaki »D«.

## Pregled izgubljenih kometov
| ime kometa                 | prvotno odkrit | ponovno najden ali izgubljen | usoda/stanje                  |
| -------------------------- | -------------- | ---------------------------- | ----------------------------- |
| 34D/Gale                   | 1934           | 1938                         | izgubljen od 1938             |
| 206P/Barnard-Boattini      | 1892           | 2008                         | najden po 2008                |
| 15P/Finlay                 | 1886-1926      | 1953                         | najden po 1953                |
| 107P/Wilson-Harrington     | 1949           | 1992                         | najden po 1992                |
| 73P/Schwassmann-Wachmann   | 1930           | ?                            | razpadel (1995)               |
| 25D/Neujmin                | 1916           |                              | velja za izgubljenega po 1927 |
| 69P/Taylor                 | 1915           | 1976, 1984, 1990, 1998       |                               |
| 11P/Tempel-Swift-LINEAR    | 1908           | 2001                         | najden po 2001                |
| 113P/Spitaler              | 1897           | 1993                         | najden po 1994                |
| 205P/Giacobini (D/1896 R2) | 1896           | 2008                         |                               |
| 18D/Perrine-Mrkos          | 1896           | 1955                         | izgubljen                     |
| 17P/Holmes                 | 1892-1906      | 1964                         | najden po 1964                |
| 177P/Barnard               | 1889           | 2006                         | ponovno najden po 116 letih   |
| 20D/Westphal               | 1852           | 1913                         | izgubljen                     |
| 5D/Brorsen                 | 1846           | 1857, 1868, 1879             | izgubljen od 1879             |
| 54P/de Vico-Swift-NEAT     | 1844           | 1894, 1965, 2002             | pričakovan v 2009             |
| 27P/Crommelin              | 1818           | 1873, 1928                   | najden po 1928                |
| 3D/Biela                   | 1772           | 1852                         | razpadel (1846), Andromedidi  |
| D/1770 L1 (Lexell)         | 1770           |                              | izgubljen od 1770             |